# Alcabideche
Alcabideche is een plaats en freguesia in de Portugese gemeente Cascais in het district Lissabon. In 2001 was het inwonertal 31.801 op een oppervlakte van 39,76 km².